# Linia kolejowa nr 425
Linia kolejowa nr 425 – linia kolejowa, łącząca stacje Łubowo i Borne Sulinowo.